# Dead stock
『dead stock』（デッドストック）は、日本のロックバンド・シドの通算7枚目のアルバム。スタジオ・アルバムとしては6枚目、メジャーデビュー後2枚目のアルバムである。

## 概要
前回のアルバムからおよそ1年7か月振りにリリースされた、メジャーで2作品目の全12曲（シングル曲5曲を含む）のアルバム。ゆうや曰く、「録ったのは3～4ヶ月だけどね(笑)」。雑誌インタビューなどで「東京ドームで演った日には（このアルバムは）完成してた」と語っている。また、最も早い段階で完成していた曲は"2月"で、東京ドーム公演で披露している。明希の希望により、トータルで45分を超えないように創られている。
初回限定版A・初回限定版B・通常版の3タイプがある。初回限定版Aにはシド撮り下ろし！ドッキリ番組“CRY-MAX”SHOW　前編、初回限定版Bにはシド撮り下ろし！ドッキリ番組“CRY-MAX”SHOW　後編 のDVDが収録されている。

## 収録内容
| 全作詞: マオ。 |                                |           |          |      |
| #              | タイトル                       | 作詞      | 作曲     | 時間 |
| 1.             | 「NO LDK」                     | マオ      | Shinji   | 3:37 |
| 2.             | 「シェルター」                 | マオ      | Shinji   | 2:45 |
| 3.             | 「cosmetic」                   | マオ      | Shinji   | 3:22 |
| 4.             | 「いいひと」                   | マオ      | 御恵明希 | 3:28 |
| 5.             | 「乱舞のメロディ (ALBUM MIX)」 | マオ      | 御恵明希 | 3:54 |
| 6.             | 「レイン」                     | マオ      | ゆうや   | 4:15 |
| 7.             | 「dog run」                    | マオ      | Shinji   | 3:59 |
| 8.             | 「one way」                    | マオ      | 御恵明希 | 3:33 |
| 9.             | 「2月」                        | マオ      | Shinji   | 3:57 |
| 10.            | 「ワイフ」                     | マオ      | 御恵明希 | 2:49 |
| 11.            | 「sleep」                      | マオ      | 御恵明希 | 4:41 |
| 12.            | 「Sympathy」                   | マオ      | 御恵明希 | 3:07 |
| 合計時間:      | 合計時間:                      | 合計時間: | 43:27    |      |

### 楽曲解説
1. 「NO LDK」
Shinji曰く、「無機質な感じがハマると思った曲」。具体的なイメージとしては打ちっ放しのコンクリートのようで、また、まさに部屋をイメージしていたとのこと。
1部屋の中の出来事や様子が描かれた歌詞となっている。
2. 「シェルター」
Shinjiが「（デモの形を）ブッ壊したい」と発したことから、ある意味やりたい放題に作った楽曲らしく、ゆうや曰く、「ギターソロなんか、"変な音を出したいけど、変なギターがねえ"っつって、結局ベースで弾いてるし(笑)」。また、普段は作曲時にあまり口出しをしないマオが制止する役回りになった様子。
歌詞はいじめについて書かれている。
3. 「cosmetic」
15thシングル。第一興商DAM★うたフルCMソング。
耳に入るイメージとは裏腹に、この音源のテンポでないとリズムが活きないという繊細な楽曲。Shinjiは「遅くなるのはまだしも、速くなるとダメ」と発言している。
4. 「いいひと」
マオ曰く、「（歌い方や声を曲ごとに変えているが、その点においては）一番振り切った曲」。
5. 「乱舞のメロディ (ALBUM MIX)」
16thシングル。テレビ東京系アニメ『BLEACH』オープニングテーマ（ただし、タイアップで起用されているのはシングルバージョン）。
タイトル通り、ミックスの違いのみのいわゆる「リミックス」であり、各パートとも録り直しは一切ない。
6. 「レイン」
14thシングル。毎日放送・TBS系アニメ『鋼の錬金術師 FULLMETAL ALCHEMIST』最終期オープニングテーマ。
7. 「dog run」
Shinjiのイメージとしては「カラーテレビが普及し始めた頃のような古めかしさ」。
故に「比較的シンプルな音を目指した」（明希）、「生っぽい音よりはチープな感じがハマる曲」（ゆうや）。
8. 「one way」
12thシングル。フジテレビ系『ウチくる!?』エンディングテーマ。
9. 「2月」
マオが自分の弟の結婚を祝うために書いた詞を用いている（そのことを東京ドーム公演中に聞かされるまで、Shinjiは「自分と明希の誕生日に絡んだ歌」だと思っていた）。
10. 「ワイフ」
Shinjiは「ギターが何人もいる感じで楽しい（レコだった）」と語っている。スパニッシュギターにシタールなど、「多国籍な感じもある」（明希）。
11. 「sleep」
13thシングル。日本テレビ系『スッキリ!!』3月テーマソング。
12. 「Sympathy」
SUPER GT2011テーマソング・テレビ東京系『SUPER GT+』テーマソング。
製作段階からライブのトリを意識して作っていたようで、「これまではアルバムの構成的にもライブのトリにバラードを持ってくることが多かったから、たまにはこういう曲で締めるのもいいかなって」と明希が語っている。